# Kaple Panny Marie Pomocné (Újezd)
Kaple Panny Marie Pomocné je barokní kaple ve vsi Újezd, což je místní část obce Jestřebí na Českolipsku. Je chráněna jako kulturní památka České republiky.

## Historie
V roce 1958 byla kaple zapsána do Ústředního seznamu kulturních památek České republiky s číslem 27943/5-3203. Nyní náleží pod Římskokatolickou farnost v Jestřebí. V katalogu litoměřického biskupství je uvedena jako Újezd, kaple P. Marie Pomocné.
Na věžičce visí ocelový zvon, vyrobený v Německu, v Bochumi. Nese nápis B.V.G. (Bochumer Verein Gussstahlfabrik a letopočet 1919.